# Chi Tử đằng
Tử đằng (danh pháp khoa học: Wisteria) là một chi thực vật có hoa trong họ Đậu.

## Từ nguyên
Wisteria lấy theo tên của Caspar Wistar (1761-1818), bác sĩ kiêm nhà giải phẫu học người Mỹ, chủ tịch Hiệp hội Triết học Hoa Kỳ (American Philosophical Society) từ năm 1815 đến năm 1818.

## Các loài
Plants of the World Online hiện công nhận 4 loài như sau:
- Wisteria brachybotrys Siebold & Zucc., 1839. Phân bố: Miền đông Trung Quốc, tây trung và nam Nhật Bản.
- Wisteria floribunda (Willd.) DC., 1825 – Tử đằng Nhật Bản, tử đằng nhiều hoa. Phân bố: Trung và nam Nhật Bản. Du nhập vào bán đảo Triều Tiên, Hoa Kỳ (Alabama, Illinois, Tennessee), quần đảo Ogasawara.
- Wisteria frutescens (L.) Poir., 1823 – Tử đằng Mỹ. Phân bố: Miền trung và đông Hoa Kỳ.
- Wisteria sinensis (Sims) DC., 1825 – Tử đằng Trung Quốc, tử đằng. Phân bố: Miền trung và nam Trung Quốc. Du nhập vào Algeria, Australia (Queensland, Nam Úc), Ấn Độ, các quốc gia Baltic, Bangladesh, Bulgaria, Himalaya, Hoa Kỳ (Alabama, Florida, Illinois, Kentucky, Massachusetts, New York, Tennessee, Texas, Vermont), Italia, Krym, Nepal, bắc New Zealand, Kavkaz, Pakistan, Pháp, Romania, Tadzhikistan, Tây Ban Nha, Tunisia, Ukraina, Uzbekistan.

## Phát sinh chủng loài
Cây phát sinh chủng loài dưới đây vẽ theo Compton et al. (2019).

|  | Wisteria frutescens               |
|  |                                   |
|  | W. frutescens subsp. macrostachya |
|  |                                   |

|  | Wisteria brachybotrys                                                     |
|  |                                                                           |
|  | \| \| Wisteria sinensis \| \| \| \| \| \| Wisteria floribunda \| \| \| \| |
|  |                                                                           |
|  | Wisteria sinensis                                                         |
|  |                                                                           |
|  | Wisteria floribunda                                                       |
|  |                                                                           |

|  | Wisteria sinensis   |
|  |                     |
|  | Wisteria floribunda |
|  |                     |

|  | Wisteria frutescens               |
|  |                                   |
|  | W. frutescens subsp. macrostachya |
|  |                                   |

|  | Wisteria brachybotrys                                                     |
|  |                                                                           |
|  | \| \| Wisteria sinensis \| \| \| \| \| \| Wisteria floribunda \| \| \| \| |
|  |                                                                           |
|  | Wisteria sinensis                                                         |
|  |                                                                           |
|  | Wisteria floribunda                                                       |
|  |                                                                           |

|  | Wisteria sinensis   |
|  |                     |
|  | Wisteria floribunda |
|  |                     |

## Hình ảnh

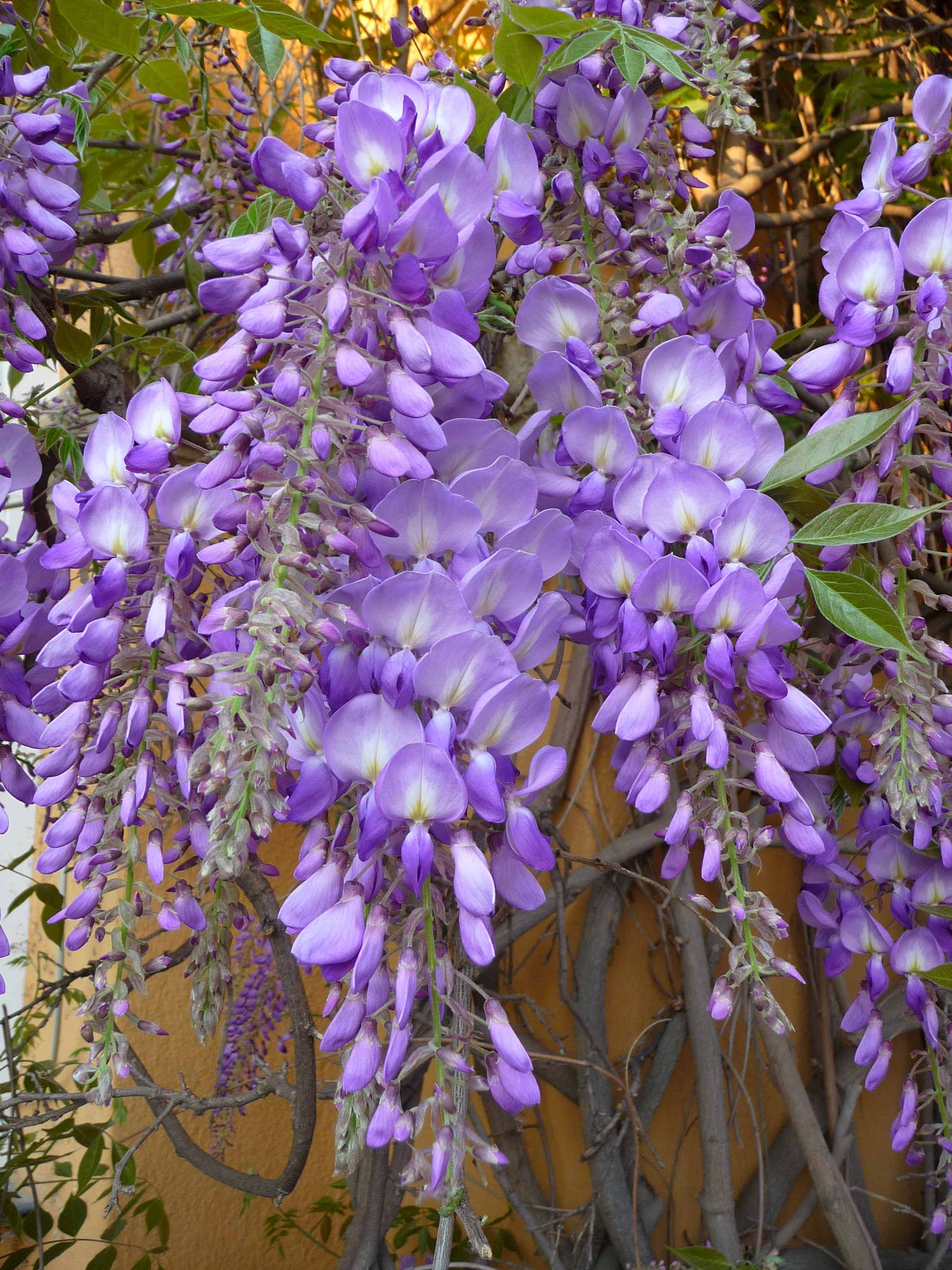
Hoa tử đằng
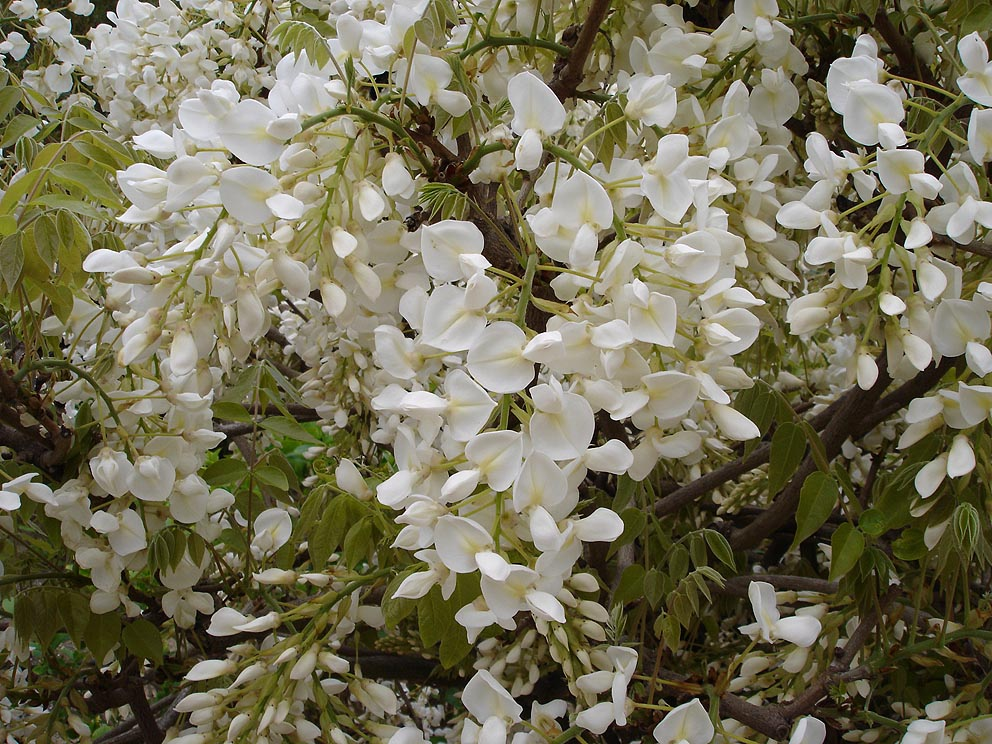
Hoa Wisteria trắng (bạch đằng)
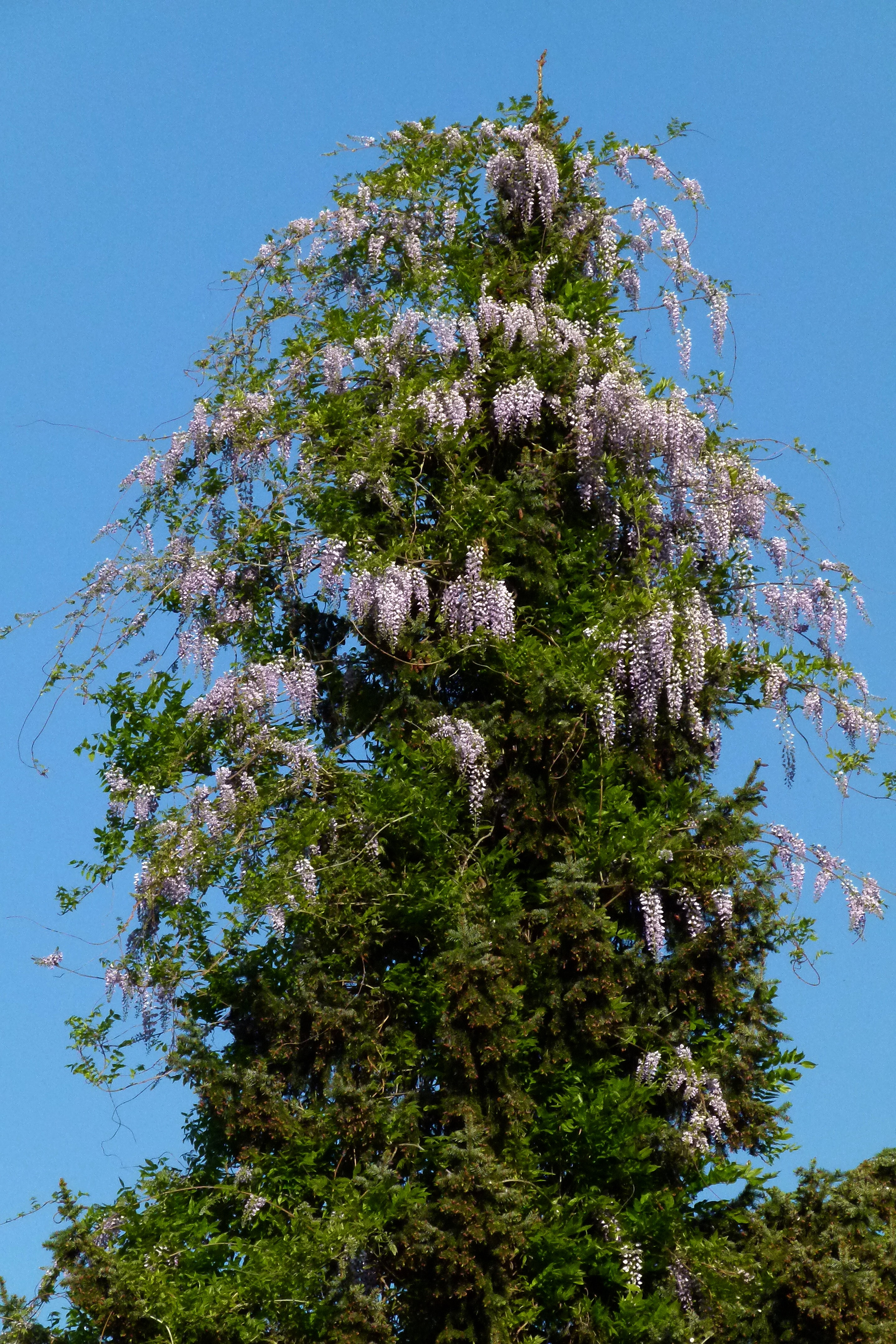
Wisteria leo cây thông
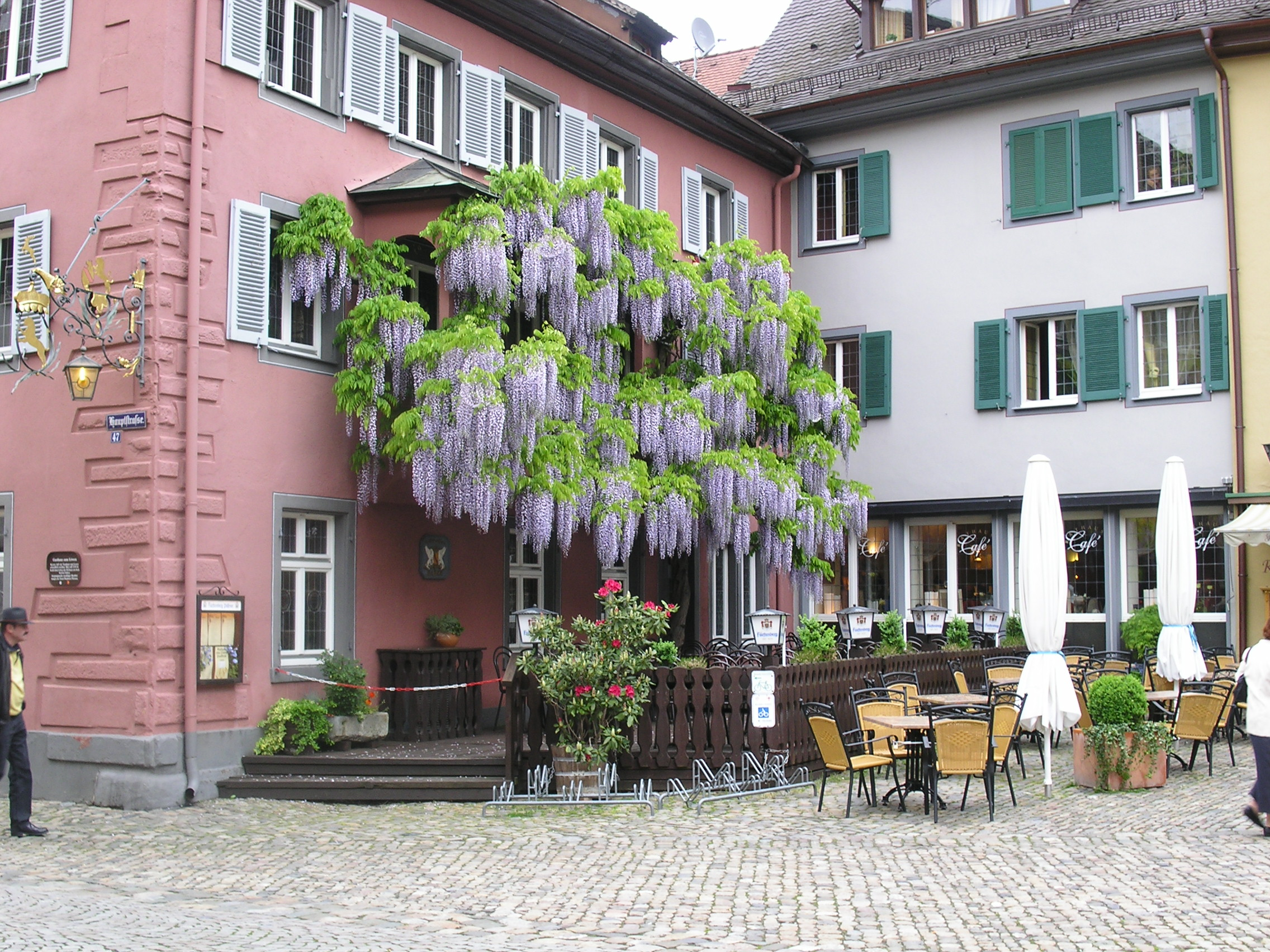
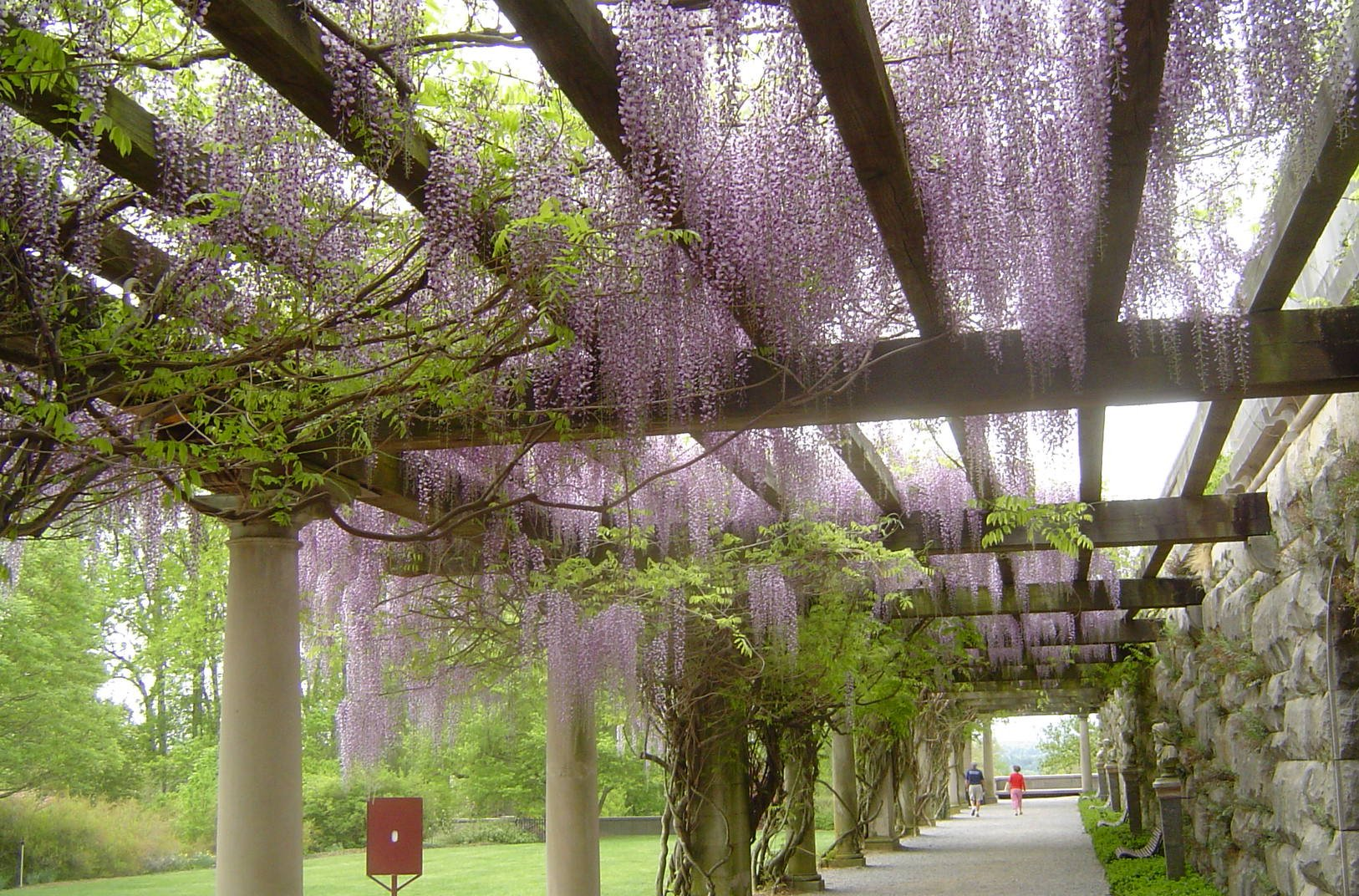
Giàn Wisteria
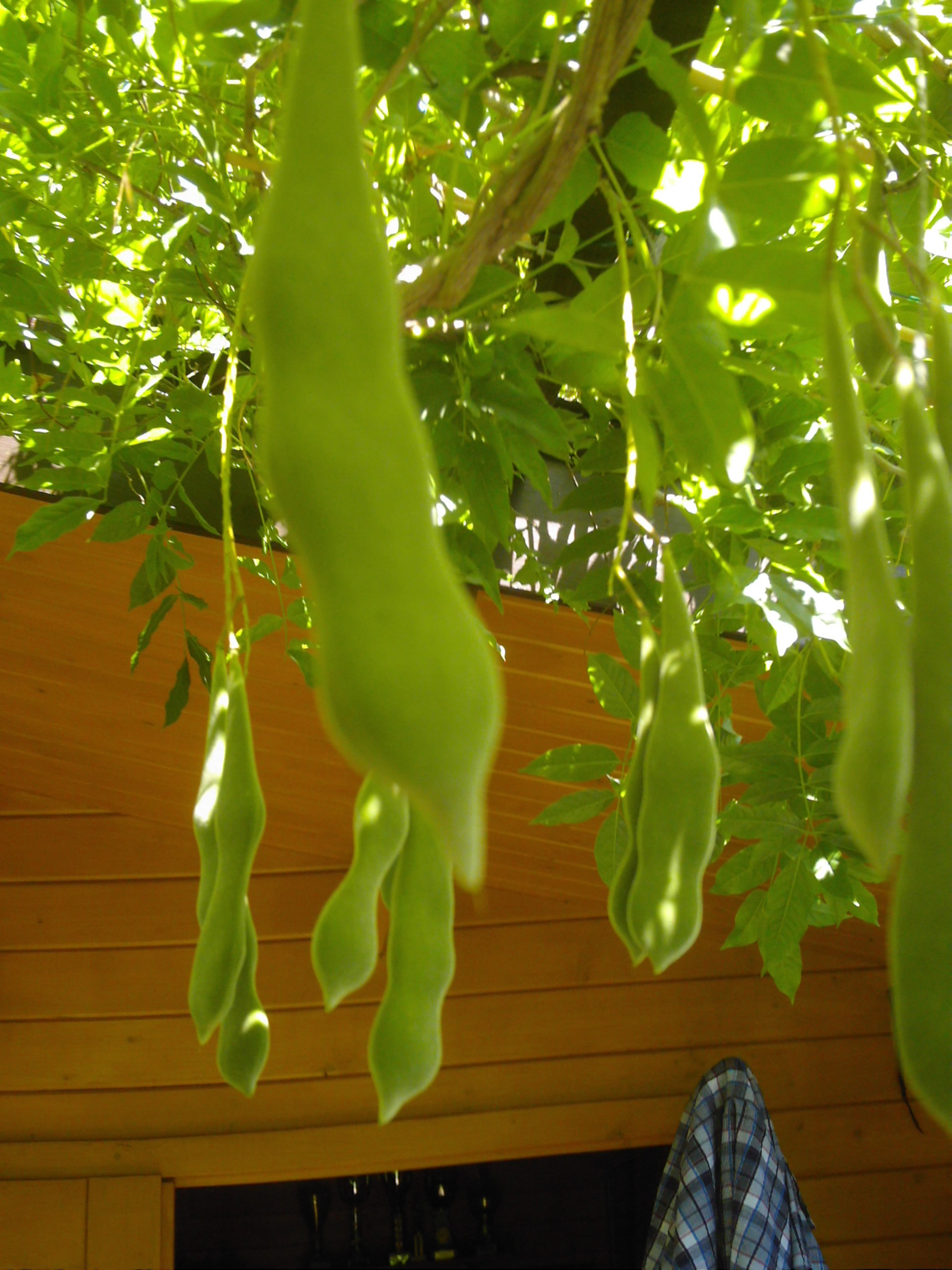
Trái Wisteria
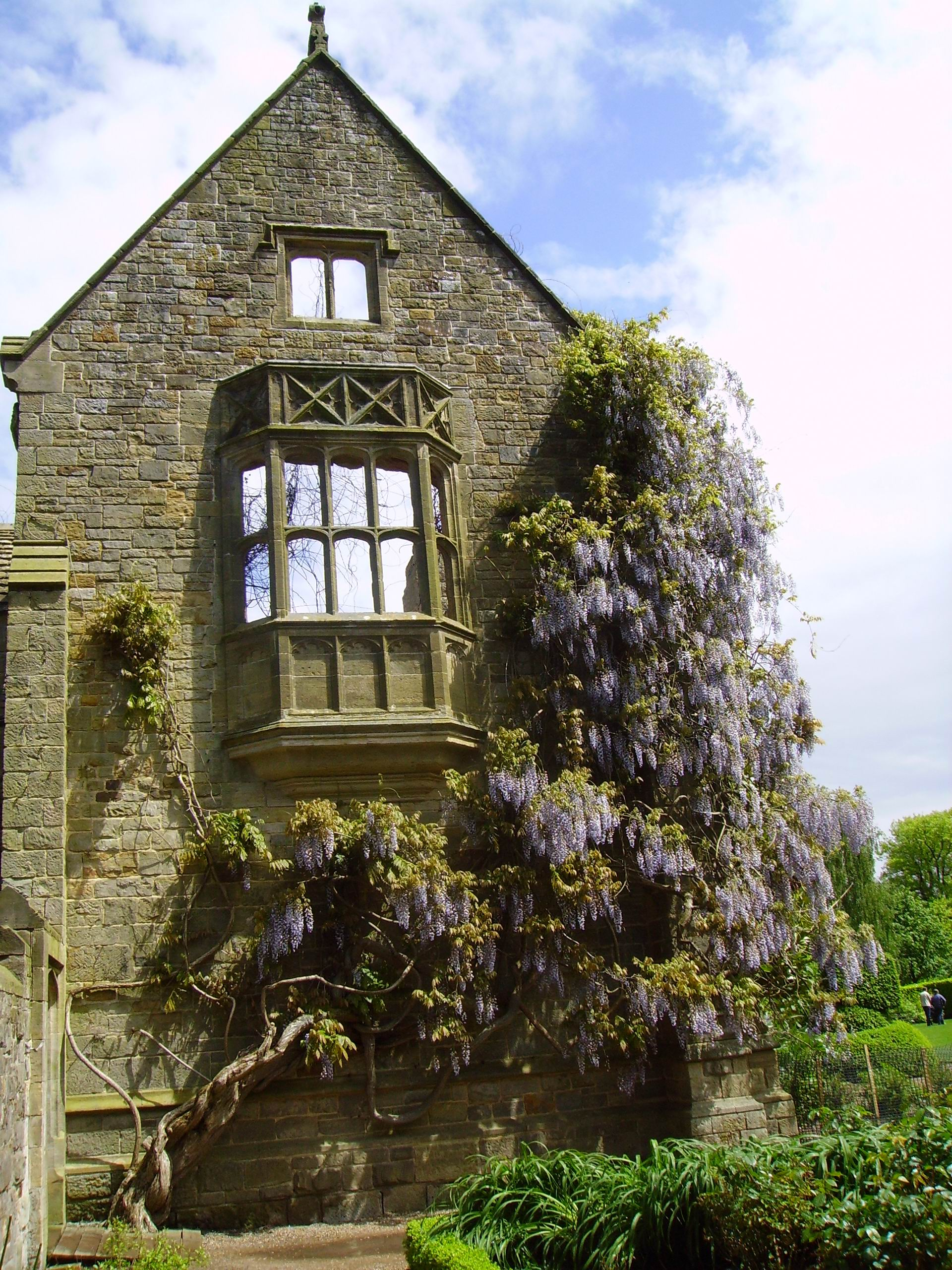
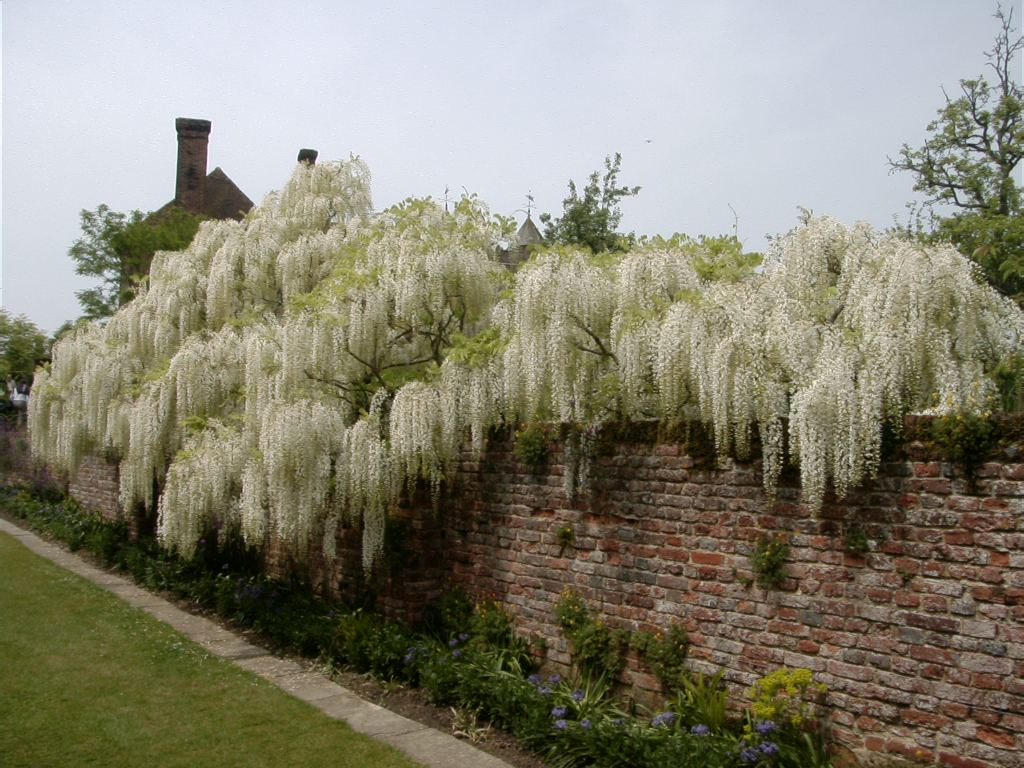